# Nicolás Muñoz
Nicolás Armando „Yuyu” Muñoz Jarvis (ur. 21 grudnia 1981 w Panamie) – panamski piłkarz z obywatelstwem salwadorskim występujący na pozycji napastnika.

## Kariera klubowa
Muñoz zawodową karierę rozpoczynał w 2000 roku w zespole Sporting '89. W 2002 roku odszedł do Árabe Unido. W tym samym roku wywalczył z nim mistrzostwo fazy Apertura. W trakcie sezonu 2003 przeniósł się do kolumbijskiego Envigado FC. Grał tam do końca tamtego sezonu.
Na początku 2004 roku Muñoz odszedł do salwadorskiego CD Chalatenango. Po roku przeszedł do CD FAS. W sezonie 2004/2005 wywalczył z nim mistrzostwo fazy Clausura, a w fazie Apertura został królem strzelców. W CD FAS również spędził rok. W 2006 roku wrócił do Chalatenango, ale jeszcze w tym samym roku przeniósł się do panamskiego Sportingu '89, w którym zaczynał karierę.
W 2007 roku Muñoz ponownie wyjechał do Salwadoru, tym razem by grać w tamtejszej drużynie Águila. W sezonie 2006/2007 został królem strzelców fazy Clausura. W 2008 roku odszedł do Alianzy FC. Po pół roku przeniósł się jednak do CD Vista Hermosa. Jako gracz tego klubu w sezonie 2008/2009 ponownie został królem strzelców fazy Clausura.
W 2010 roku Muñoz przeszedł do Árabe Unido, a na początku 2011 roku ponownie trafił do Águili.

## Kariera reprezentacyjna
W reprezentacji Panamy Muñoz zadebiutował w 2006 roku. W 2007 roku znalazł się w drużynie na Złoty Puchar CONCACAF. Wystąpił na nim w spotkaniach z Hondurasem (3:2) i Stanami Zjednoczonymi (1:2), a Panama zakończyła turniej na 2. miejscu.
W 2009 roku Muñoz ponownie został powołany do kadry na Złoty Puchar CONCACAF. Nie zagrał jednak na nim w żadnym meczu, a Panama odpadła z turnieju w ćwierćfinale.